# Sèquia de Camps i Vinyacs

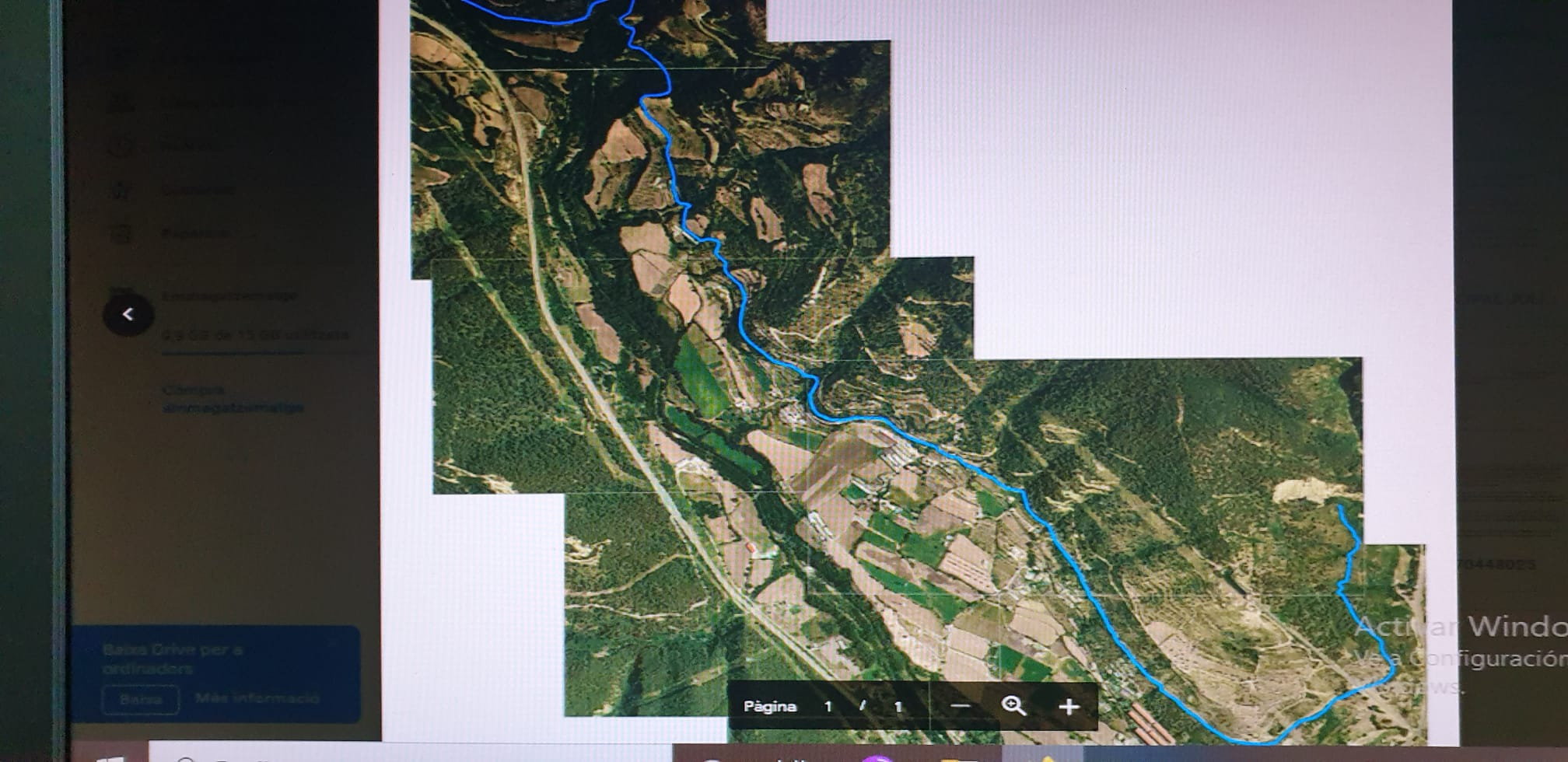
Traçat de la segla de Camps i Vinyacs

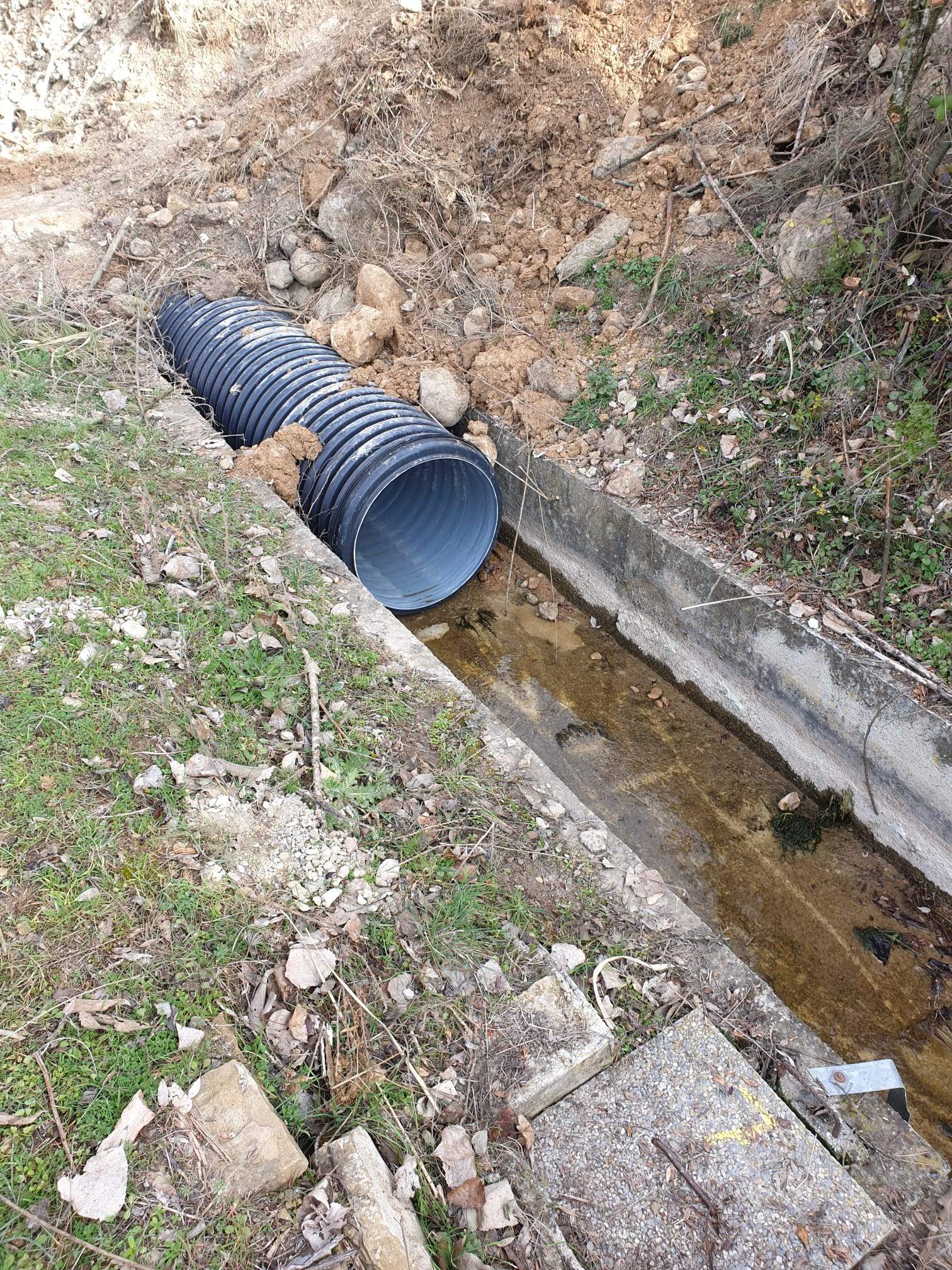
Obres de millora de la segla al 2019

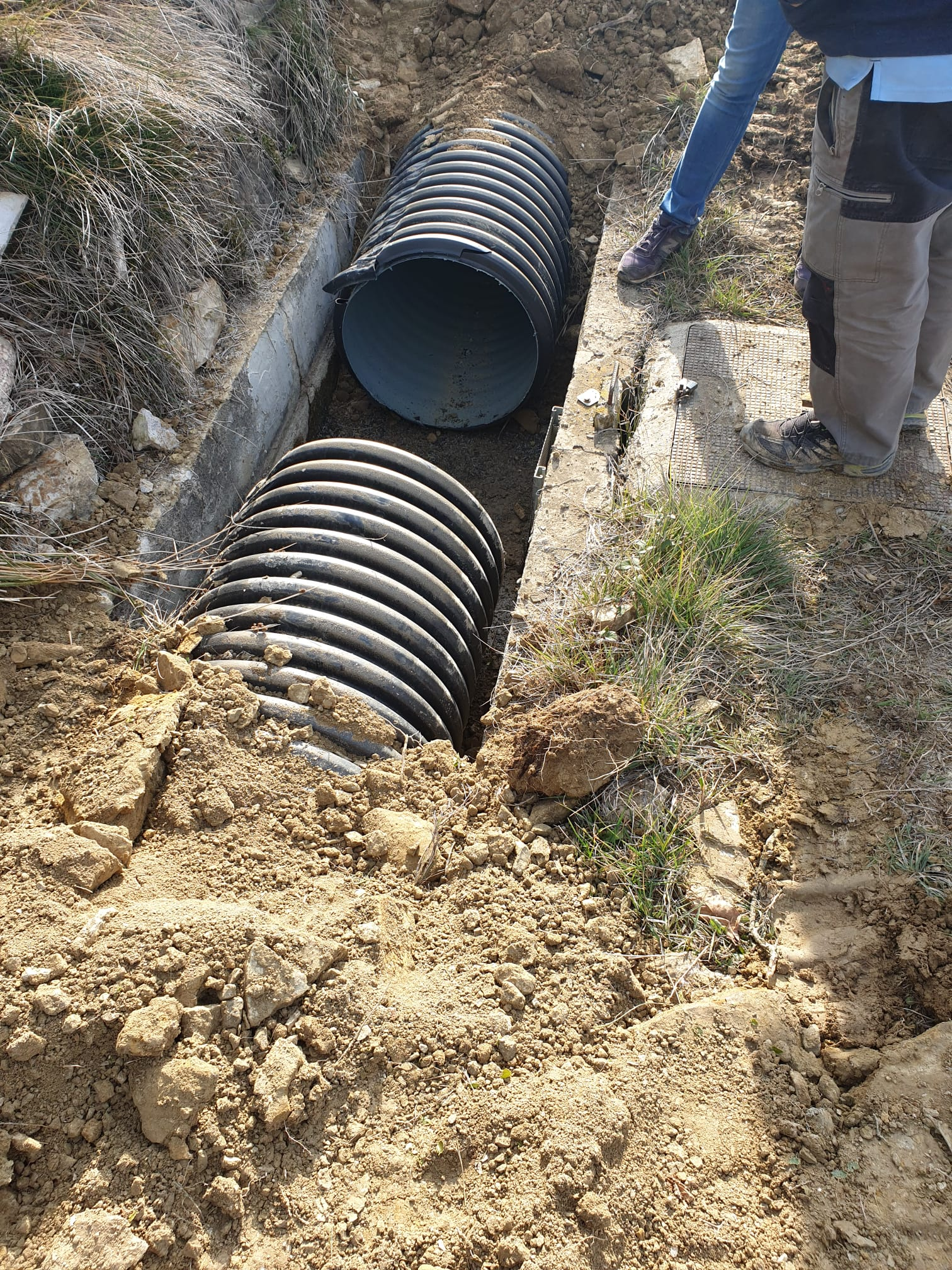

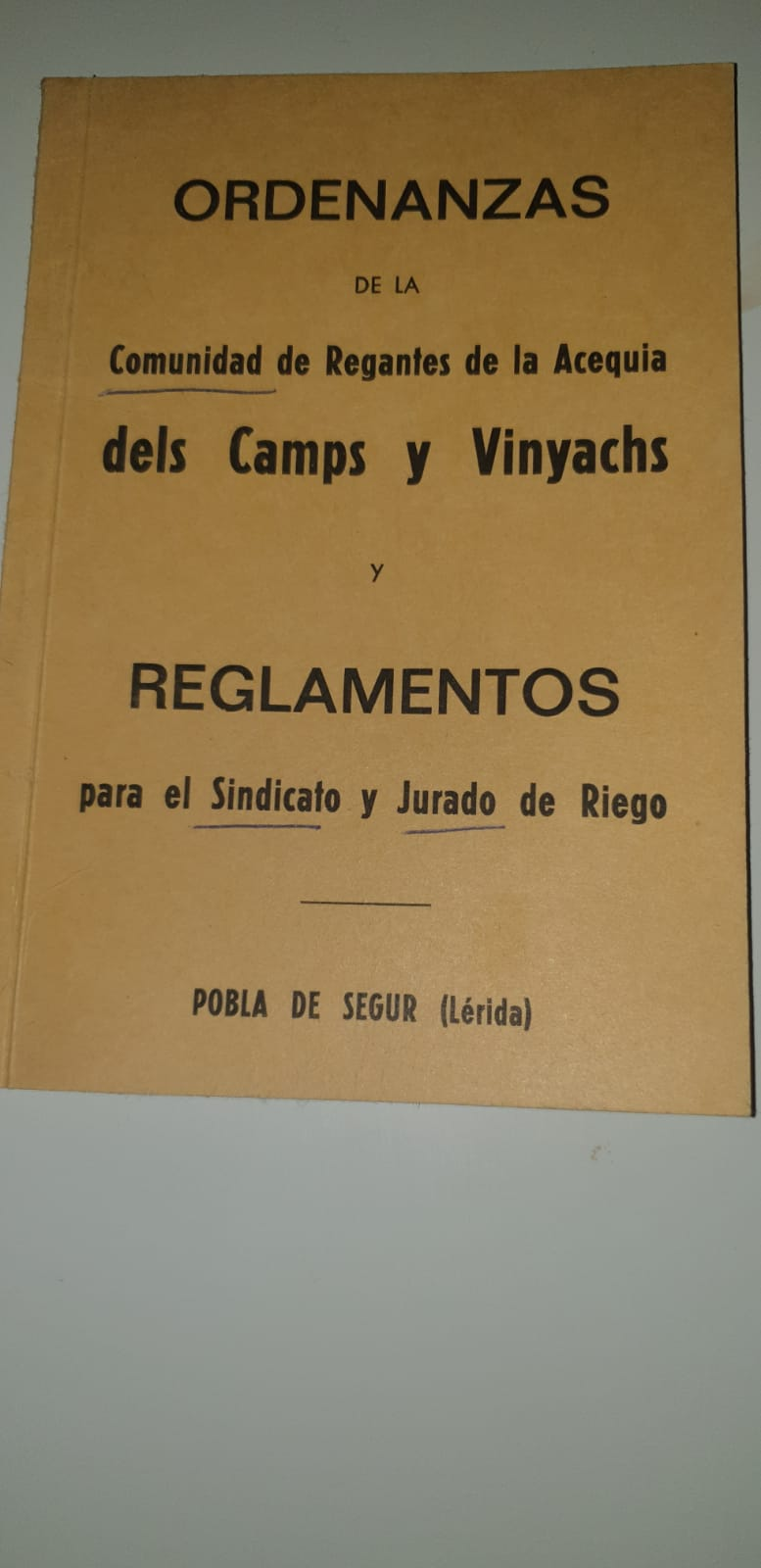

La séquia de Camps i Vinyacs (o séquia dels Camps) és una de les segles de rec de la Pobla de Segur.
Es nodreix d'aigua del riu Flamisell pel seu marge esquerre, des del que fou el molí d'Erinyà fins al torrent de Vallcarca i perllongada anys més tard fins al barranc de la Borda del Ros. Té una longitud aproximada de nou kilòmetres.Fou inaugurada el 1830.
Es regeix per les ordenances de la Comunitat de Regants aprovades l'any 1965.